# (3389) Sinzot
(3389) Sinzot est un astéroïde de la ceinture principale.

## Description
(3389) Sinzot est un astéroïde de la ceinture principale. Il fut découvert le 25 février 1984 à La Silla par Henri Debehogne. Il présente une orbite caractérisée par un demi-grand axe de 2,77 UA, une excentricité de 0,14 et une inclinaison de 7,1° par rapport à l'écliptique.

## Compléments